# 杨锡彬
杨锡彬（Yeo Saik Pin，1963年11月30日—），出生于香港，前新传媒（马来西亚）有限公司制作人、导演、CEO、故事人和编辑。

## 背景
杨锡彬出生于英属香港，中学毕业后就到新加坡求学，于新加坡国立大学毕业。1984年，加入新传媒。一年后，创建新传媒（马来西亚）有限公司，并以莲花争霸走红。
2018年11月，杨锡彬宣布退休，天之骄子是在新加坡的告别作，而师出名门是马来西亚的告别作。

## 家庭
杨锡彬已婚，目前育有一对子女。女儿于2018年在台湾结婚。2020年6月30日，凌晨孙儿弄璋之喜，以57岁之龄荣升为祖父。

## 电视剧（制作人）

### 新传媒8频道
| 首播   | 劇名     |
| 2011年 | 甘榜情   |
| 2018年 | 天之骄子 |

### 8TV
| 首播 | 劇名 |